# 마디 (물리)

빨간 점이 마디에 해당한다.

마디 또는 노드(node)는 정상파에서 진폭이 가장 작은 부분이다. 진폭이 최대인 부분은 배라고 한다. 마디는 파동이 최소 진폭을 갖는 정상파를 따라 있는 지점이다. 예를 들어, 진동하는 기타 줄에서 줄의 끝은 마디이다. 프렛을 통해 엔드 마디의 위치를 변경함으로써 기타리스트는 진동하는 현의 유효 길이를 변경하여 연주되는 음표를 변경한다. 마디의 반대편은 정재파의 진폭이 최대가 되는 지점인 안티 노드(anti-node)이다. 이는 마디 사이의 중간에서 발생한다.

## 예시

### 소리
음파는 파동 매체의 압축과 팽창이 반복되는 주기로 구성된다. 압축하는 동안 매체의 분자가 서로 힘을 합쳐 압력과 밀도가 증가한다. 팽창하는 동안 분자는 강제로 분리되어 압력과 밀도가 감소한다.
지정된 길이의 마디 수는 파동의 주파수에 정비례한다.